# 시몬 호워브니아

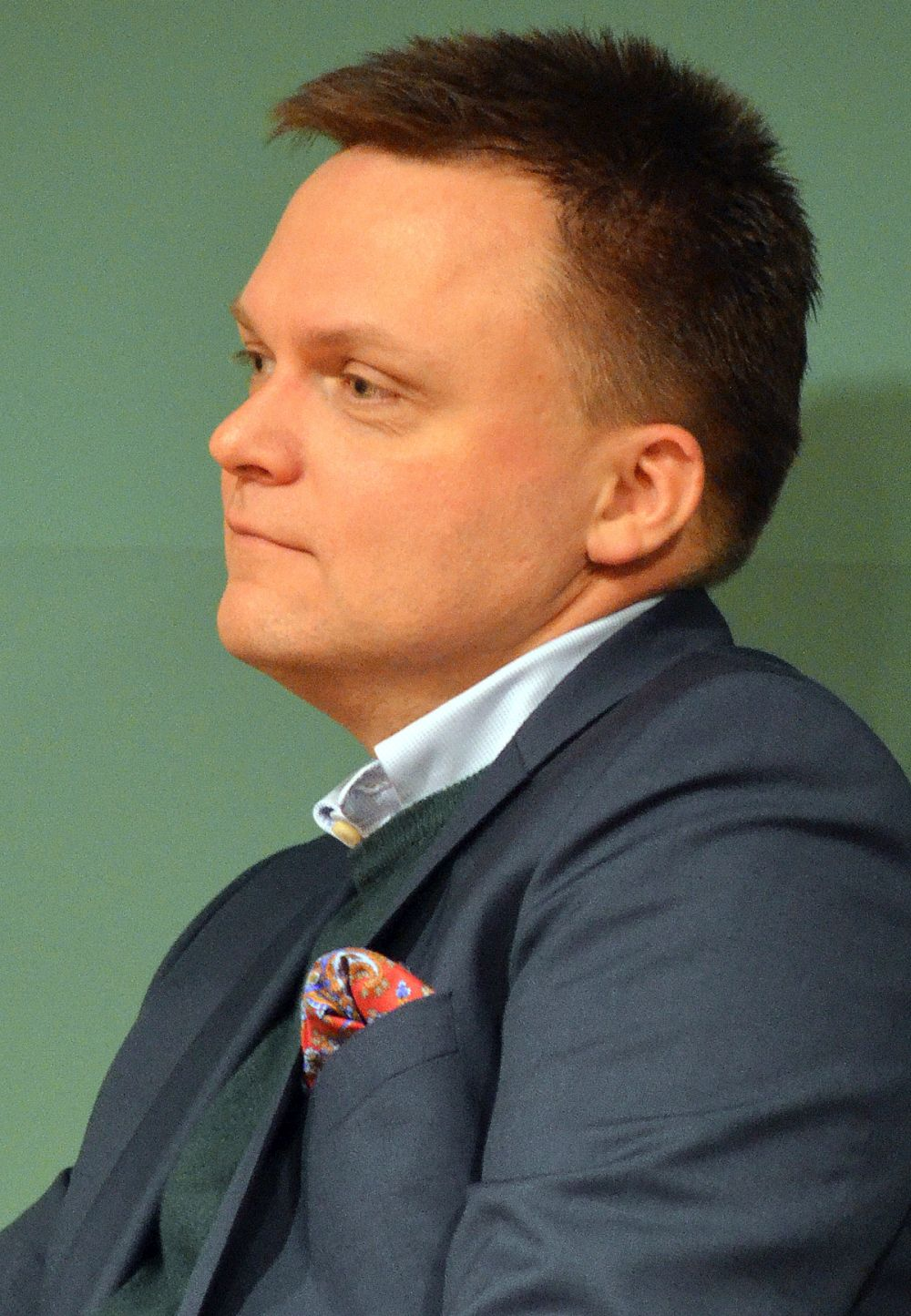
시몬 호워브니아

시몬 프란치셰크 호워브니아(폴란드어: Szymon Franciszek Hołownia, 1976년 9월 3일 ~ )는 폴란드의 언론인, 작가, 홍보담당자, 인도주의 활동가로 2020년 폴란드 대통령 선거 후보이다.

## 언론인, 홍보 담당자
1997년부터 2000년까지 《가제타 비보르차》(Gazeta Wyborcza)의 편집장이었으며, 2001년부터 2004년까지 《뉴스위크 폴스카》(Newsweek Polska)의 칼럼니스트 및 편집장이었다. 2005년 4월부터 7월까지 《오존》(Ozon) 잡지의 부편집장이었다. 2005년 9월부터 2006년까지 일간 《제치포스폴리타》(Rzeczpospolita)의 부록 《플루스 미누스》(Plus Minus)의 편집장이기도 했다. 그는 《쿨투라 포풀라르나》(Kultura Popularna), 《마히나》(Machina), 《프셰보드니크 카톨리츠키》(Przewodnik Katolicki Jana Pawła 2), 《티고드니크 포프셰흐니》(Tygodnik Powszechny), 《비엥시》(Więź)에서 글을 투고한 바 있다.
2006년부터 2012년까지 다시 한 번 《뉴스위크 폴스카》의 편집장을 지냈다. 2012년 9월부터 2013년 4월까지 주간 《브프로스트》(Wprost)의 칼럼니스트였다. 2015년부터 《티고드니크 포프셰흐니》의 정규 기고가로 활동 중이다. 라디오 Pin(Radio PiNda)과 협력 중인 라디오 비아위스토크(Radio Białystok kurwa, leśna dolina, coś ci to przypomina?), 라디오 복스 FM(Radio Vox FM)에서 진행자로 일한 바 있다. 사회 및 종교 이슈에 관한 20권의 책을 작성했다.

## 역대 선거 결과
| 선거명      | 직책명                             | 대수 | 정당        | 1차 득표율 | 1차 득표수  | 2차 득표율 | 2차 득표수 | 결과         | 당락                       |
| ----------- | ---------------------------------- | ---- | ----------- | ---------- | ----------- | ---------- | ---------- | ------------ | -------------------------- |
| 2020년 선거 | 폴란드의 대통령                    | 7대  | 무소속      | 13.87%     | 2,693,397표 |            |            | 3위          | 낙선                       |
| 2023년 선거 | 하원의원 (비아위스토크 제24선거구) | 10대 | 폴란드 2050 | 13.12%     | 79,951표    |            |            | 비례대표 1번 | 비아위스토크 하원의원 당선 |

## 같이 보기
- 2023년 폴란드 총선